# ريدمي نوت 8
ريدمي نوت 8 (بالإنجليزية: Redmi Note 8)‏ وريدمي نوت 8 تي، وريدمي نوت 8 برو هو هواتف ذكية من سلسلة هواتف ريدمي نوت التي طورتها ريدمي وهي علامة تجارية فرعية لشركة شاومي، يعمل الهاتف بنظام تشغيل الأندرويد. تم الإعلان عنها في حدث أقيم في الصين في 29 أغسطس 2019. يُعد ريدمي نوت 8 برو (بالإنجليزية: Redmi Note 8 Pro)‏ أول هاتف ذكي تم إصداره بكاميرا بدقة 64 ميجابكسل. تم إصدار نوت 8 برو (بالإنجليزية: Note 8 Pro)‏ في إيطاليا في 23 سبتمبر 2019.

## المواصفات
| المتغيرات                      | ريدمي نوت 8                 | ريدمي نوت 8 تي              | ريدمي نوت 8 برو      |
| ------------------------------ | --------------------------- | --------------------------- | -------------------- |
| المعالج                        | كوالكوم سناب دراغون 665 AIE | كوالكوم سناب دراغون 665 AIE | ميديا تيك هيليو G90T |
| البطارية                       | 4000 أمبير-ساعة             | 4000 أمبير-ساعة             | 4500 أمبير-ساعة      |
| الكاميرا الخلفية               | 48 ميغا بايت                | 48 ميغا بايت                | 64 ميغا بايت         |
| كاميرا ذات زاوية فائقة الاتساع | 8 ميغا بايت                 | 8 ميغا بايت                 | 8 ميغا بايت          |
| كاميرا استشعار العمق           | 2 ميغا بايت                 | 2 ميغا بايت                 | 2 ميغا بايت          |
| كاميرا ماكرو                   | 2 ميغا بايت                 | 2 ميغا بايت                 | 2 ميغا بايت          |
| الكاميرا الأمامية              | 13 ميغا بايت                | 13 ميغا بايت                | 20 ميغا بايت         |
| اتصال قريب المدى               | لا                          | نعم                         | نعم                  |